# 자연상태
자연상태(state of nature)라는 용어는 윤리, 정치 철학, 사회 계약 이론, 종교, 국제법에서 인간이 사회나 문명으로 조직되기 전에 존재했던 가상의 삶의 방식을 설명한다. 자연상태 이론의 철학자들은 사회가 존재하기 전에 역사적 시기가 있었다고 제안하고 다음과 같은 질문에 대한 답을 찾는다. "시민 사회 이전의 삶은 어땠을까?", "정부는 어떻게 그렇게 원시적인 시작에서 출현했을까?", "국가를 수립하여 사회 상태에 진입하는 가상의 이유는 무엇일까?".
일부 사회 계약 이론 버전에서는 자연 상태에는 자유가 있지만 권리가 없으며, 사회 계약을 통해 사람들은 사회적 권리와 의무를 창출한다. 다른 사회 계약 이론 버전에서는 사회가 개인의 자연적 권리를 제한하는 제한(법, 관습, 전통 등)을 부과한다. 정치 국가 이전에 존재했던 사회를 중석기 역사, 고고학, 문화 인류학, 사회 인류학, 민족학 등의 측면에서 조사하고 연구하여 토착 사회의 사회 구조와 권력 구조의 특성을 파악한다.

## 같이 보기
- 자연법
- 반사회성 인격장애
- 원시공산제
- 원시주의